# Katrineholm
Katrineholm est une ville de Suède, chef-lieu de la commune de Katrineholm dans le comté de Södermanland. 21 386 personnes y vivent.
L'économie de la ville a toujours été orientée vers le secteur industriel. Ericsson et Scania sont implantées dans la ville. Dans les années 1990, certaines usines ont cependant réduit leur nombre d'employés.

## Transports
Katrineholm est traversée par les routes nationales 52, 
55, 56 et 57.

## Personnes célèbres nées à Katrineholm
- Dino Avdic (joueur de foot)
- Robert Gustafsson (acteur)
- P.C. Jersild (1935-) (écrivain et médecin)
- Klas Möllberg (chanteur et comédien)
- Anette Olzon (musicienne)
- Sebastian Samuelsson (biathlète)